# 制定
| ウィキペディアには「制定」という見出しの百科事典記事はありません（タイトルに「制定」を含むページの一覧/「制定」で始まるページの一覧）。 代わりにウィクショナリーのページ「制定」が役に立つかもしれません。 |